# Rumex tenuifolius
Rumex tenuifolius är en slideväxtart som först beskrevs av Carl Karl Friedrich Wilhelm Wallroth, och fick sitt nu gällande namn av A. Löve. Rumex tenuifolius ingår i släktet skräppor, och familjen slideväxter. Inga underarter finns listade i Catalogue of Life.